# Irene Caminos
Irene Caminos Yarza (Tolosa, 26 de agosto de 1998) es una deportista española que compite en ciclismo en la modalidad de trials. Ganó dos medallas en el Campeonato Mundial de Ciclismo Urbano, oro en 2018 y bronce en 2017.

## Palmarés internacional
| Campeonato Mundial | Campeonato Mundial | Campeonato Mundial | Campeonato Mundial |
| Año                | Lugar              | Medalla            | Competición        |
| ------------------ | ------------------ | ------------------ | ------------------ |
| 2017               | Chengdu ( China)   | Medalla de bronce  | Trials 20″/26″     |
| 2018               | Chengdu ( China)   | Medalla de oro     | Trials por equipos |